# Ehelichkeitserklärung
Die Ehelicherklärung existierte bis zum 30. Juni 1998 im deutschen Familienrecht. Es handelte sich dabei um eine zu beurkundende Erklärung des Vaters eines nichtehelichen Kindes, das dadurch die Rechtsstellung eines ehelichen Kindes und auch den Familiennamen des Vaters erhielt. 
Das Kind erwarb dadurch volle Erbansprüche gegen den Vater (und dessen Familie), der Vater wurde Inhaber des alleinigen Sorgerechtes. Die Mutter verlor im Gegenzug das Sorgerecht, war auch nicht mehr unterhaltspflichtig. Es handelte sich um eine Integration des Kindes in die väterliche Familie bei gleichzeitigem Ausschluss der Mutter.
Eine gemeinsame elterliche Sorge sah also das alte Familienrecht nicht vor.
Die Regelung des § 1738 BGB, wonach die Mutter die elterliche Sorge bei der Ehelicherklärung des Kindes verlor, wurde vom Bundesverfassungsgericht 1991 in den Fällen für verfassungswidrig befunden, in denen die Eltern bereit und in der Lage waren, gemeinsam für ihr Kind zu sorgen.
Die Ehelicherklärung erforderte seinerzeit die ausdrückliche Zustimmung der Mutter (sowie des Kindes, in der Regel vertreten durch das Jugendamt als Amtspfleger). Außerdem war eine Genehmigung des Vormundschaftsgerichtes nötig.
Zu unterscheiden von der Ehelicherklärung war die sogenannte Legitimation: Dies war die nachträgliche Eheschließung der Eltern eines nichtehelichen Kindes, das hierdurch ebenfalls ehelich wurde (bei gleichzeitiger Begründung der gemeinsamen elterlichen Sorge), was aber in den vergangenen Jahrzehnten nicht unbedingt automatisch erfolgte.
Seit dem 1. Juli 1998 ist die Unterscheidung von nichtehelichen und ehelichen Kindern im deutschen Kindschaftsrecht abgeschafft; hierdurch entfiel auch die Ehelicherklärung. Seit diesem Datum ist eine gemeinsame elterliche Sorge nicht verheirateter Kindeseltern durch eine Sorgeerklärung möglich.